# Agar et Ismaele esiliati

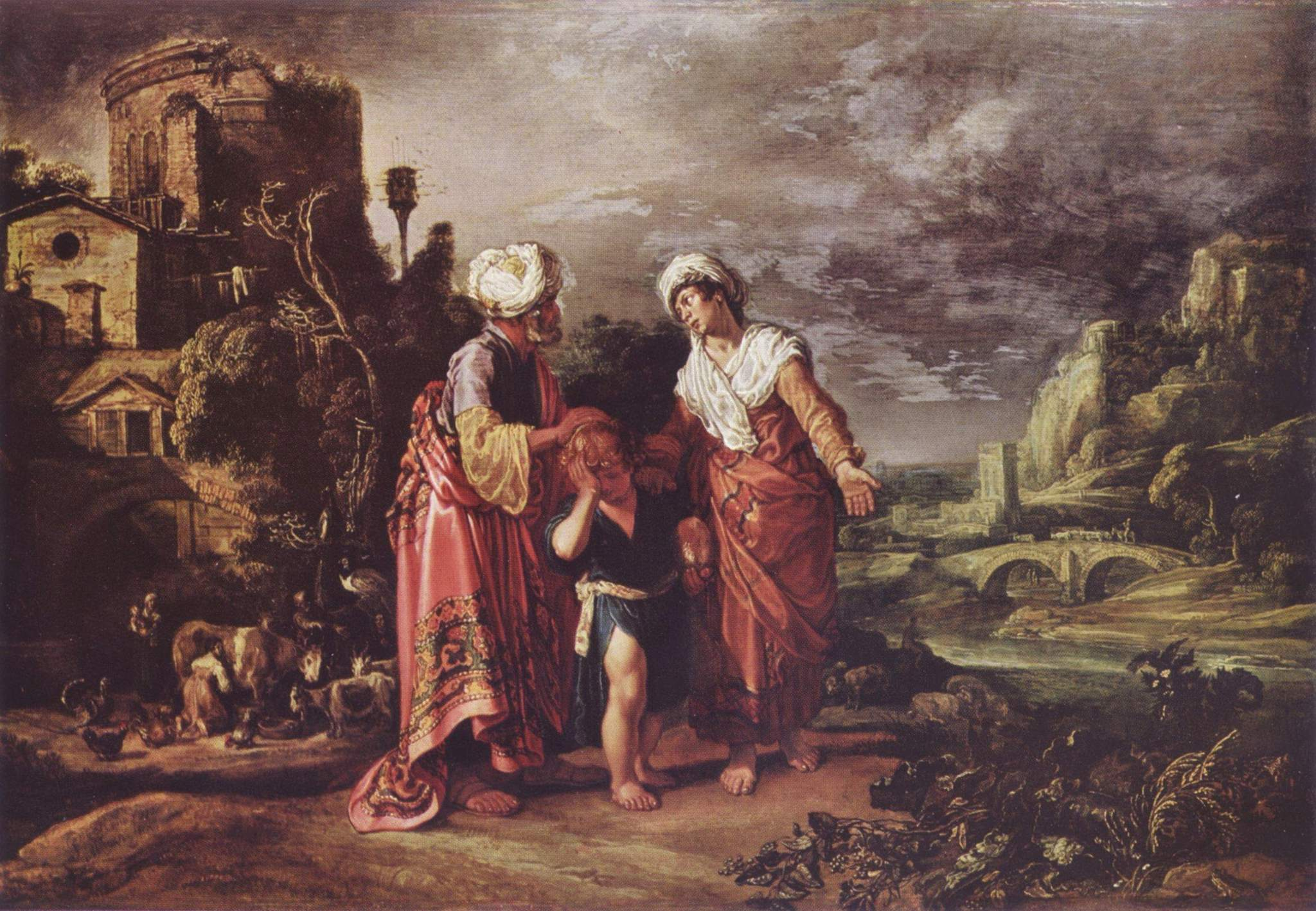
Abraham chasse Agar et Ismaël par Pieter Lastman (1612).

Agar et Ismaele esiliati (« Agar et Ismaël exilés ») est un oratorio d'Alessandro Scarlatti, pour cinq solistes (SSSAB) avec orchestre, sur un livret italien de Giuseppe Domenico de Totis. Écrit sous le patronage de la reine Christine de Suède, l'œuvre est créée à Rome en 1683, lors d'une représentation privée, probablement au Palazzo Pamphili. Basé sur le chapitre 21 de la Genèse, l'oratorio narre l'histoire d'Agar et Ismael dans le désert.
L'œuvre est révisée et reprise postérieurement avec d'autres titres : L'Abramo, Palerme 1691. L'Ismaele soccorso dall'angelo. Oratorio a cinque voci da cantarsi nella venerabible compagnia dell' angiolo Raffaello detta la scala, Rome et Florence 1695. Il Sacrificio di Abramo, Rome 1703.
Le musicologue Edward Dent le considère comme le meilleur oratorio de jeunesse du compositeur.

## Agar et Ismaele esiliati
Oratorio a cinque voci
| Sara    | soprano |
| Abramo  | basse   |
| Ismaele | soprano |
| Agar    | alto    |
| Angelo  | soprano |

### Première partie
- Sinfonia
- Recitativo (Sara, Abramo) - "Udisti Abramo, udisti i miei desiri"
- Aria (Sara) - "Chi lo sguardo, sublime e constante"
- Recitativo (Abramo, Sara) - "Sia pur come t'aggrada"
- Aria a 2 (Sara, Abramo) - "Con frode gradita l'affetto t'inganna"
- Recitativo (Sara) - "Ascolta, Abramo, ascolta"
- Aria (Sara) - "Caro Isac, amato figlio"
- Recitativo (Abramo, Sara) - "Ferma Sara, deh, ferma, ove ne vai?"
- Aria (Abramo) - "Non piu duol, non piu querele"
- Recitativo (Sara) - "Non lungi Agar con l'empia prole io miro"
- Recitativo (Ismaele, Agar, Sara, Abramo) - "Padre"
- Aria a 3 (Agar, Ismaele, Abramo) - "Abramo pieta di chi non erro"
- Recitativo (Abramo, Ismaele, Agar) - "All'alito nocente"
- Aria (Agar) - "Non ha limiti, ne mete il desio d'avaro cor"
- Recitativo (Ismaele) - "In van s'affligge, in vano l'avida genitrice"
- Aria (Ismaele) - "No no l'alma mia"
- Recitativo (Abramo, Ismaele, Agar) - "Tacete ormai tacete, e ormai da queste soglie"
- Aria (Agar) - "Sgombra pure il timore, e le pene"
- Recitativo (Agar, Ismaele) - "Si si figlio gradito tempra dal cor l'asprezza"
- Aria (Abramo) - "Chi non sà che sia dolore"

### Seconde partie
- Aria (Abramo) - "Affetti paterni, che l'anima amante"
- Recitativo (Sara, Abramo) - "È di te degno il tuo pensiero Abramo"
- Aria (Sara) - "Veggio pure in steril campo"
- Recitativo (Abramo, Sara) - "Ma qual larva funesta"
- Aria a 2 (Ismaele, Agar) - "Quando oh Dio quando sara, ch'abbian fin gli affanni nostri?"
- Aria (Agar) - "Qui del Sol gl'infausti lampi"
- Recitativo (Ismaele) - "E a qual d'ignoto Mondo arso confine"
- Aria a 2 (Ismaele, Agar) - "Quando o Dio quando sara?"
- Recitativo (Ismaele) - "D'un incendio mortale mi serpeggia nel sen occulto foco"
- Aria (Ismaele) - "L'aura mesta d'accesi sospiri"
- Recitativo (Agar, Ismaele) - "O figlio, del cor mio parte più cara"
- Aria (Ismaele) - "Speranze ch'il cuore in van difendete"
- Arioso (Ismaele) - "Pietà, mercè, ristoro!"
- Recitativo (Agar) - "Tu languisci Ismael, tu spiri o figlio, ma cresce il dolor mio"
- Aria (Agar) - "L'innocenza oppressa langue, gode e regna l'empietà"
- Recitativo (Agar) - "Ma lo sguardo pietoso di genitrice amante"
- Recitativo (Angelo, Agar) - "Agar? Agar?"
- Arioso (Angelo) - "E con gli esempi suoi chi soffre speri"
- Aria (Angelo) - "E folle chi paventa eterno il suo dolor"

## Partition moderne
- Agar et Ismaele esiliati, éd. de Lina Bianchi, de Santis, 1965 (BNF 43257802)

## Discographie et livrets sources
- Agar et Ismaele esiliati. Seattle Baroque, Ingrid Matthews (2003, Centaur Records CRC 2664) (OCLC 1036180647)
- Agar et Ismaele esiliati. Brewer Baroque Chamber Orchestra. Rudolph Palmer (Newport Classics NPD85558/2) (OCLC 894551288)
- Sinfonia de Agar et Ismaele esiliati, dans « Il Giardino di Rose » Sinfonie & Concerti. Accademia Bizantina, Ottavio Dantone (2004, Decca 470 650-2) (OCLC 54938933)